# 俄石哈尔
32°53′06″N 35°17′59″E / 32.885084°N 35.299622°E
俄石哈尔（希伯来语：אֶשְׁחָר，拉丁化：Esh'har) 是 一个以色列的村落。俄石哈尔位于以色列北部区， 在卡梅爾的南方和薩赫寧的北方。2016年，俄石哈尔有八百七十九个居民。虔信的犹太人和世俗化的犹太人一起住在俄石哈尔。人们在1986年创建起俄石哈尔。